# Psylla abieti
Psylla abieti är en insektsart som beskrevs av Shinji Kuwayama 1908. Psylla abieti ingår i släktet Psylla och familjen rundbladloppor. Inga underarter finns listade i Catalogue of Life.